# Zelfportret met bontmuts en kuras
Zelfportret met bontmuts en kuras is een schilderij van Carel Fabritius uit 1654. The National Gallery in Londen noemt het nog voorzichtigheidshalve Young man in a fur cap, maar vanwege de gelijkenis met twee soortgelijke portretten die van hem bewaard zijn gebleven, wordt het algemeen - ook door het museum - als een zelfportret beschouwd. Fabritius schilderde het in 1654, kort voor zijn dood ten gevolge van de kruithuisramp in Delft. In zijn atelier aan de Doelenstraat waar hij op de fatale dag aan het werk was, zal hij ook dit zelfportret hebben geschilderd.

## Beschrijving

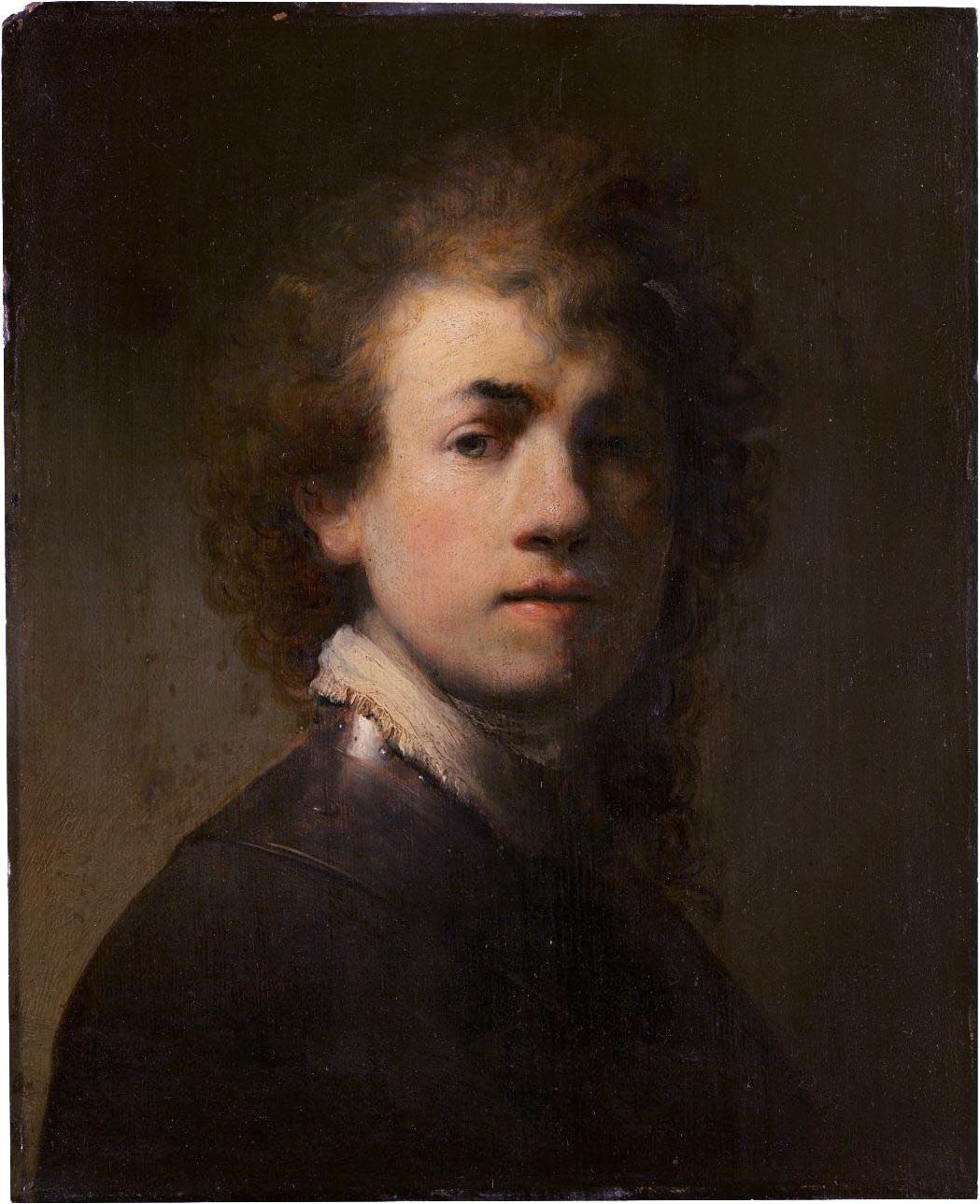
Rembrandt, Zelfportret met halsberg, ca. 1629, olieverf op paneel, Germanisches Nationalmuseum, Neurenberg

Er zijn meerdere redenen waarom het waarschijnlijk is dat dit een zelfportret is: de ogen zijn recht op de kijker gericht, alsof de geportretteerde in een spiegel kijkt; de persoon lijkt sprekend op de man op het portret in Rotterdam, maar dan een paar jaar ouder; en verder heeft Fabritius waarschijnlijk een voorbeeld genomen aan zijn leermeester Rembrandt, die zichzelf ook enkele keren met een stuk wapenrusting heeft geschilderd, zoals het Zelfportret met halsberg. Dit type "soldatentronie" bleef lang populair onder de leerlingen van Rembrandt, maar zoals gebruikelijk heeft Fabritius een originele draai aan zijn voorbeeld gegeven. Hij staat niet voor een neutrale achtergrond, maar poseert voor een imposante wolkenlucht.

## Herkomst
Na kunsthandels in Brussel en Brugge te zijn gepasseerd werd het schilderij rond 1824 aangekocht door G. Rimington, Tynefield, Penrith, Cumbria. Via vererving kwam het in bezit van achtereenvolgens R. Rimington en (rond 1910) T.A. Brewerton in Manchester. Bij de veiling op 12 december 1924 bij Christie's in Londen werd het zelfportret verworven door The National Gallery in Londen. Het schilderij is in 1975 schoongemaakt en gerestaureerd.